# 胡安·埃斯蒂文·贝莱斯
胡安·埃斯蒂文·贝莱斯·乌佩吉（Juan Estiven Vélez Upegui，1982年2月9日—）是一名已退役的哥伦比亚足球运动员。他在球場上可以勝任左后卫以及防守型中场。他曾代表哥倫比亞國家足球隊參加2007年美洲杯的比賽。